# 샤트알아랍강
샤트알아랍강(아랍어: شط العرب, 페르시아어: اروندرود)은 이라크 남부에서 유프라테스강과 티그리스강이 합류하여 이란과 이라크 국경을 따라 200 km를 흐르는 강이다.

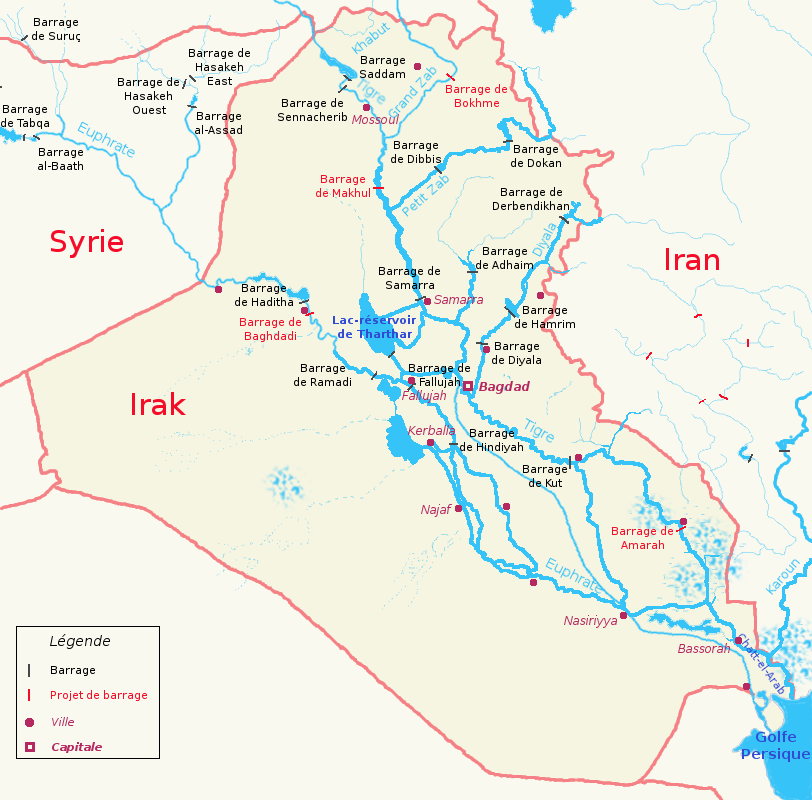
유프라테스강티그리스강샤트알아랍강의 유역 지도

## 이란-이라크 전쟁 관련
이란과 이라크간 적대감의 중요 요인 중 하나는 페르시아만 입구의 샤트알아랍강(이란명은 아르반드 루드)이라는 수로의 지배권을 완전히 장악하려는 분쟁이다. 샤트 알 아랍 수로는 양국을 경계짓는다. 이곳은 양국의 석유 수출에 중요한 수단이었다. 수로의 경계를 결정하는 권한은 역사적으로 힘이 센 쪽에 있었다. 1937년 영국이 이라크에 영향력을 행사할 때 수로의 경계는 동쪽(이란 쪽)으로 정해졌다. 영국군이 이라크에서 철수하자 이란은 1969년 4월 수로의 안쪽으로 선박을 출입시켰다. 이라크는 내부 사정으로 별다른 대응을 하지 못했고, 1975년 3월 알제 협정으로 이란의 우세가 확인됐다. 알제 협정시 협상을 맡았던 사담 후세인은 1980년 9월 17일 알제 협정 폐기를 선언한 뒤 9월 22일 이란-이라크 전쟁을 개시했고, 이후 8년 동안 전쟁을 벌였다.